# Diversidad sexual en Ucrania
Las personas LGBT en Ucrania se enfrentan a ciertos desafíos legales y sociales no experimentados por otros residentes, sin embargo, en los últimos años el trato favorable a las personas LGBT ha aumentado en la sociedad ucraniana, y también han aumentando las protecciones legales.

## Historia

### Edad media
Si en los países de Europa occidental los homosexuales fueron quemados en la hoguera, entonces en las tierras de Rus y el Gran Ducado de Lituania la legislación fue mucho más indulgente con este grupo de personas, en cualquier caso, no hay evidencia de la pena de muerte para una persona por homosexualidad.

### Sich de Zaporiyia
En la época cosaca, los homosexuales eran pisoteados hasta la muerte por los caballos, porque se creía que este fenómeno provenía del diablo y contradecía las normas cristianas.
En un pueblo ucraniano del siglo XIX, se hizo popular la práctica de la masturbación mutua en grupo entre los adolescentes, incluidos los homosexuales. 

### República Popular Ucraniana
Después de la Revolución de Febrero, todas las leyes del Imperio Ruso fueron derogadas, incluido el artículo que preveía el encarcelamiento de los homosexuales. Las relaciones homosexuales durante la época de la República Popular de Ucrania eran legales, pero los políticos de la época no discutían la posición social de este grupo de población.

### República Socialista Soviética de Ucrania
Después de la guerra soviético-ucraniana y la formación de la URSS en 1922, las autoridades inicialmente fueron neutrales con las personas LGBT y llevaron a cabo una vigilancia secreta de dichas personas. Pero después de la llegada de Stalin al poder y de la denuncia de Guénrij Yagoda en la que acusaba a los homosexuales de "espionaje", la criminalización de la homosexualidad se produjo en 1933 como parte del terror político, el artículo correspondiente fue incluido en el Código Penal de la República Socialista Soviética de Ucrania en 1934, pero se utilizó más a menudo contra opositores políticos y disidentes. El director de cine Serguéi Paradzhánov fue un preso famoso de origen armenio según este artículo.

## Legislación y derechos

### No reconocimiento de las parejas del mismo sexo
El matrimonio y las uniones civiles entre parejas del mismo sexo siguen sin estar permitidos en Ucrania.

### Leyes y medidas antidiscriminación

#### Discursos de odio
En 2022 se prohibió el discurso de odio contra personas por su orientación sexual e identidad de género.

#### Protección laboral
Desde el año 2015, el estado de Ucrania cuenta con una medida legal en el ámbito laboral la cual prohíbe la discriminación por motivos de orientación sexual e identidad de género.
Código del Trabajo: El artículo 2(1) del Código del Trabajo Ucraniano, el cual fue modificado en 2015 por la Ley No.785-VIII, prohíbe la discriminación por motivos de orientación sexual e identidad de género en el empleo.
El artículo 2(1) del Código del Trabajo ucraniano expresa lo siguiente:

Queda prohibida toda discriminación en el ámbito del trabajo, en particular la violación del principio de igualdad de derechos y oportunidades, la restricción directa o indirecta de los derechos de los empleados por motivos de raza, color de piel, creencias políticas, religiosas y de otro tipo, género, identidad de género, orientación sexual, origen étnico, social y extranjero, edad, estado de salud, discapacidad, sospecha o presencia de VIH/SIDA, situación familiar y económica, responsabilidades familiares, lugar de residencia, afiliación a un sindicato u otra asociación de ciudadanos, participación en una huelga, apelación o intención de acudir a un tribunal u otras autoridades para proteger sus derechos o brindar apoyo a otros empleados en la protección de sus derechos, notificación de posibles hechos de corrupción o delitos relacionados con la corrupción, otras violaciones de la ley de Ucrania "Sobre la Prevención de la Corrupción", así como la asistencia a una persona en la implementación de dicha notificación, en el idioma u otros motivos no relacionados con la naturaleza del trabajo o las condiciones de su desempeño.
Código del Trabajo de Ucrania

### Leyes y medidas restrictivas contra las personas LGTB
Restricciones a la libertad de expresión
En 2012, se introdujeron en Ucrania los proyectos de ley 1155 y 0945 en un intento de "proteger" a las juventudes de “la propaganda sobre las relaciones entre personas del mismo sexo”. Sin embargo, ambos proyectos de ley no llegaron a la etapa del debate parlamentario y fueron archivados.
En 2019, el Consejo de la ciudad de Rivne, en Ucrania occidental, prohibió la celebración de manifestaciones públicas LGBT. Se introdujo la decisión de prohibir la “propaganda de diversos tipos de comportamiento sexual desviado” en la ciudad de Rivne, incluyendo en forma de las denominadas 'marchas de la igualdad', 'desfiles del orgullo', 'festivales de la cultura queer', etc. En 2020, la Corte Administrativa del distrito de Rivne declaró la prohibición ilegal e inválida.
En 2020, dos diputados introdujeron en el Parlamento el Proyecto de Ley n.º 3917, con el fin de castigar la “propaganda del homosexualismo y el transgenerismo". Asimismo, en 2020 el Tribunal Administrativo Regional de Kiev declaró discriminatoria una resolución del Consejo Regional de Chernivtsi que, al igual que múltiples decisiones emitidas en todo el país, llamaba al gobierno a "proteger la institución de la familia" mediante la prohibición de las manifestaciones LGBT y la adopción de legislación sobre la "propaganda" LGBT.

## Servicio militar
El servicio militar para hombres es obligatorio en Ucrania. Según la ley, la homosexualidad no es motivo de exención del ejército. Sin embargo, muchos jóvenes homosexuales tratan de evitar ser llamados al servicio militar porque temen enfrentar agresiones y otras dificultades. En 2018, Viktor Pylypenko, que sirvió en el área de Donbass durante dos años durante la guerra entre Rusia y Ucrania, se convirtió en el primer soldado ucraniano en declararse públicamente gay. En 2019, varios soldados homosexuales del ejército ucraniano participaron en una exposición fotográfica llamada "Estamos aquí". En 2021, Pylypenko estaba tratando de organizar una unidad especial en el ejército ucraniano para soldados LGBT. En julio de 2021, Pylypenko declaró que había 16 soldados LGBT abiertos en el ejército ucraniano.